# Characodon garmani
El mexcalpique de Parras (Characodon garmani) es una especie de pez actinopeterigio de agua dulce, de la familia de los goodeidos. En la actualidad se encuentra extinto.
o
.

## Distribución y hábitat
Se distribuía por ríos de América del Norte, en el centro de México. Eran peces de agua dulce tropical, de comportamiento bentopelágico.